# Hya minuta
Hya minuta är en spindeldjursart som först beskrevs av Albert Tullgren 1905.  Hya minuta ingår i släktet Hya och familjen Hyidae. Inga underarter finns listade i Catalogue of Life.